# 巴斯湖 (印地安納州)
巴斯湖（英語：Bass Lake）是位於美國印地安納州斯塔克縣的一個人口普查指定地區。

## 人口
根據2010年美國人口普查的數據，巴斯湖的面積為29.20平方千米，當中陸地面積為23.70平方千米，而水域面積為5.50平方千米。當地共有人口1195人，而人口密度為每平方千米40.92人。